# 岩崎卓也
岩崎 卓也（いわさき たくや、1929年7月9日 - 2018年2月4日）は、日本の考古学者、筑波大学教授を歴任。

## 略歴
- 1929年 - 中国東北部（旧満州）熊岳城（遼寧省営口市）で生れる
- 1949年 - 長野県長野北高等学校（現：長野県長野高等学校）卒業
- 1954年 - 東京教育大学文学部史学科（日本史学専攻）卒業
- 1965年 - 東京教育大学文学部助手
- 1975年 - 東京教育大学文学部助教授
- 1977年 - 筑波大学歴史・人類学系助教授
- 1984-1993年 - 筑波大学歴史・人類学系教授
- 1993-2000年 - 東京家政学院大学人文学部教授
- 1993-2006年 - 松戸市立博物館館長
- 1994-1999年 - 日本学術会議会員
- 1996-2000年 - 日本考古学協会会長
- 2000-2001年 - 日本西アジア考古学会会長
- 2006-2010年 - 古代オリエント博物館館長

この間、早稲田大学客員教授（1991年～2000年）、国立歴史民俗博物館客員教授 (1992年～1995年）などを併任。文化財保護では、長野県文化財保護審議会委員、更埴市文化財審議会委員、森将軍塚古墳保存整備委員・発掘調査団長、流山市文化財保護審議会委員、史跡埼玉古墳群保存整備協議会委員などを歴任。

## 著書
- 『古墳時代の知識』東京美術 考古学シリーズ、1984
- 『古墳の時代』教育社歴史新書 日本史、1990
- 『古墳時代史論』岩崎卓也先生古墳時代著作集編集の会編 雄山閣出版、2000

### 共編著
- 『考古学調査研究ハンドブックス』全3巻 茂木雅博、菊池徹夫共編 雄山閣出版、1984 - 1985
- 『日本史事典』藤野保編集代表 阿部猛、峰岸純夫、鳥海靖と編集委員 朝倉書店、2001
- 『現代の考古学 現代社会の考古学』高橋龍三郎共編 朝倉書店、2007
- 『現代の考古学 国家形成の考古学』常木晃共編 朝倉書店、2008

### 記念論文集
- 『日本と世界の考古学 現代考古学の展開 岩崎卓也先生退官記念論文集』雄山閣出版、1994

## 参考
- 「<最終講義>考古学と私」 岩崎卓也 『筑波大学先史学・考古学研究』５号 1994年
- 『現代日本人名録』2002年